# Klaus Sommerkorn
Klaus Sommerkorn (* 2. April 1941 in Oels; † 31. Juli 2010 in Rothenburg ob der Tauber) war ein deutscher Politiker (SPD).
Sommerkorn besuchte die Schule in Chemnitz, wo er 1959 sein Abitur machte. Ein Jahr später flüchtete er in die Bundesrepublik Deutschland, wo er in Erlangen und Nürnberg studierte. Ab 1967 war er Lehrer an Volksschulen.
1964 wurde Sommerkorn Mitglied der SPD. Er war ab 1973 Vorsitzender des SPD-Unterbezirks Ansbach, von 1974 bis 1982 Mitglied des Bezirkstags Mittelfranken und ab 1978 Mitglied des Ansbacher Kreistags. Von 1982 bis 1994 war er Mitglied des Bayerischen Landtags.